# Dischord Records
Dischord Records — американский независимый рекорд-лейбл, основанный в 1980 году в Вашингтоне музыкантами хардкор-группы The Teen Idles Яном Маккем и Джеффом Нельсоном. Первоначально лейбл был создан только для выпуска собственной пластинки The Teen Idles «Minor Disturbance», но впоследствии стал одним из известных и уважаемых на всем восточном побережье США.
Политика лейбла — придерживаться идеологии DIY (do-it-yourself), то есть рассчитывать только на собственные силы, продавать релизы по доступным ценам, и ни в коем случае не сотрудничать с крупными звукозаписывающими компаниями и популярными массмедиа ради раскрутки молодых команд или получения максимальной выгоды. В частности, лейбл не производит футболок, значков и другой подобной атрибутики для увеличения прибыли, а также не снимает музыкальные клипы.
Преимущественно на Dischord Records выходят релизы локальных групп из Вашингтона и близлежащих городов, представляющие направления — хардкор-панк, пост-хардкор, панк-рок, эмо-кор, кроссовер-трэш, инди-рок, поп-панк и другие.
Писатель Крейг О’Хара в своей книге «Философия панка, больше чем шум» описывает возникновение лейбла и идеологию Маккея, как настоящий прорыв в панк-индустрии:
Новые сила и убежденность в этой музыке вернули к жизни панк-сцену, в которой начинался застой из-за политиканства и отношения к панку, как просто возможности оттянуться. Идея Яна Маккея «контролировать вещи и не позволять им контролировать себя» — как эхо прокатилась по американскому панк-сообществу и в итоге получила распространение даже в таких далеких от Вашингтона местах, как Калифорния.
Наравне с Dischord Records также можно отметить Alternative Tentacles, SST Records и Touch & Go Records.

## Группы
Некоторые группы, выпускавшие свои работы на Dischord Records:
| - Minor Threat - Government Issue - The Faith - Void - Youth Brigade - Iron Cross - Embrace - Rites of Spring | - Nation of Ulysses - Scream - Soulside - Gray Matter - Jawbox - Marginal Man - Shudder to Think - Dag Nasty - Lungfish | - Fugazi - Q and Not U - Beauty Pill - Antelope - Faraquet - Medications - Black Eyes - The Aquarium |  |

## Галерея

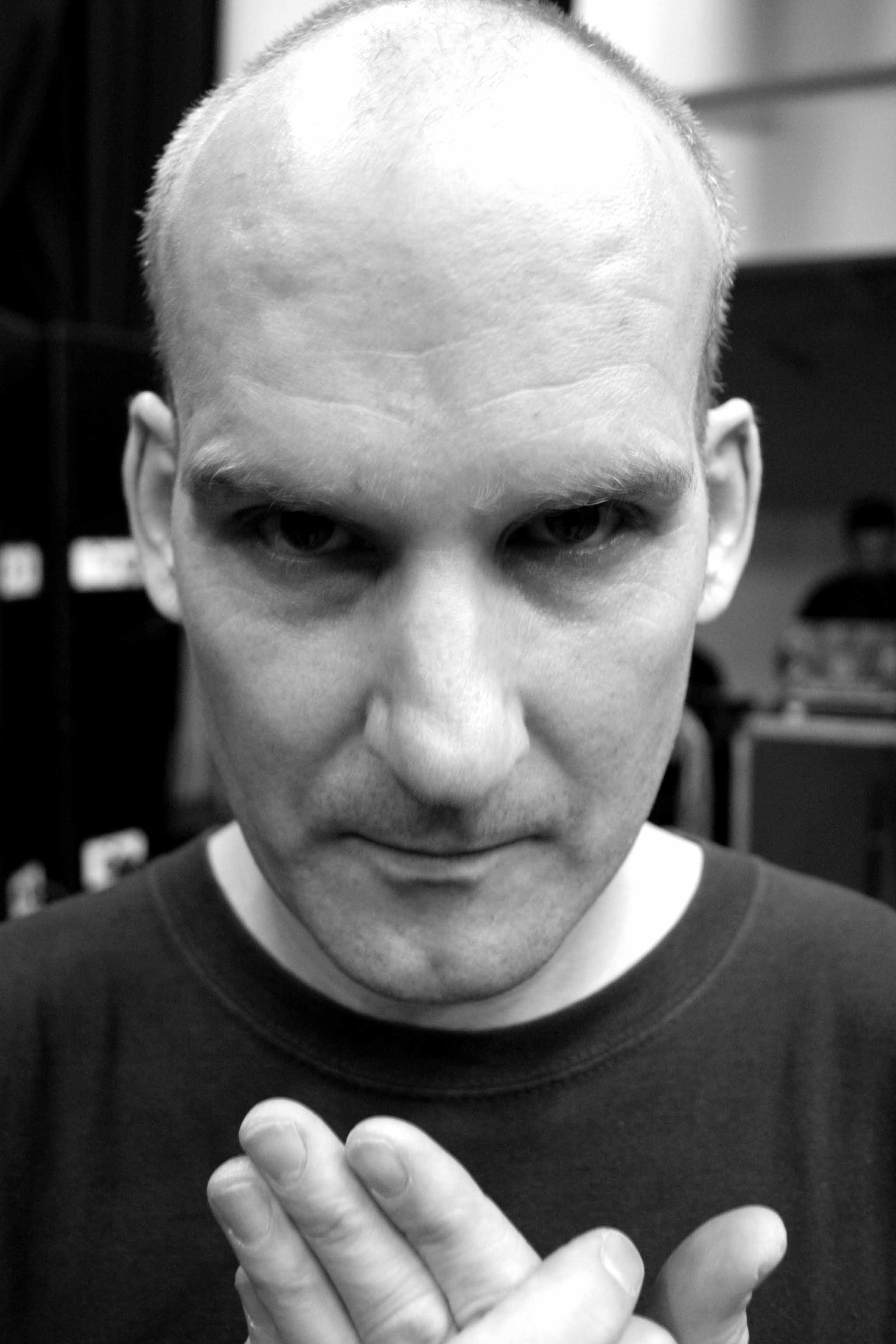
Один из директоров Dischord Records, фронтмен и основной автор песен групп The Teen Idles, Minor Threat, Fugazi и The Evens Ян (Йен) Маккей (апрель 2007 года)
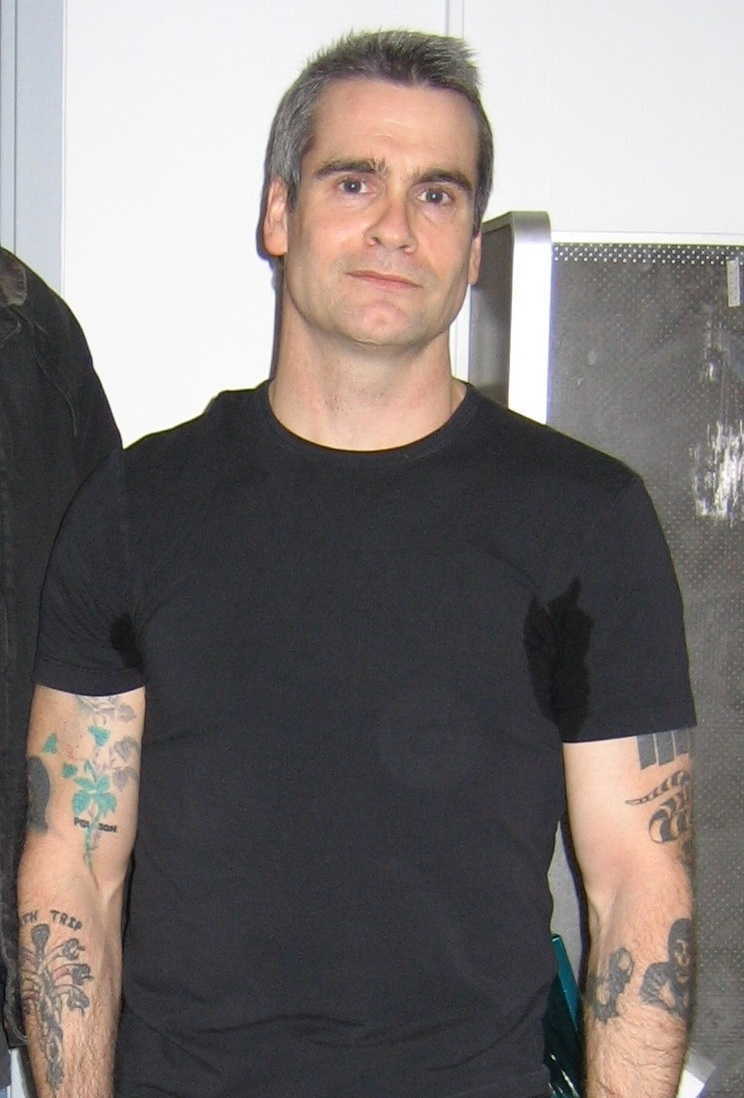
Фронтмен хардкор-панк-группы S.O.A. (State of Alert) Генри Роллинз
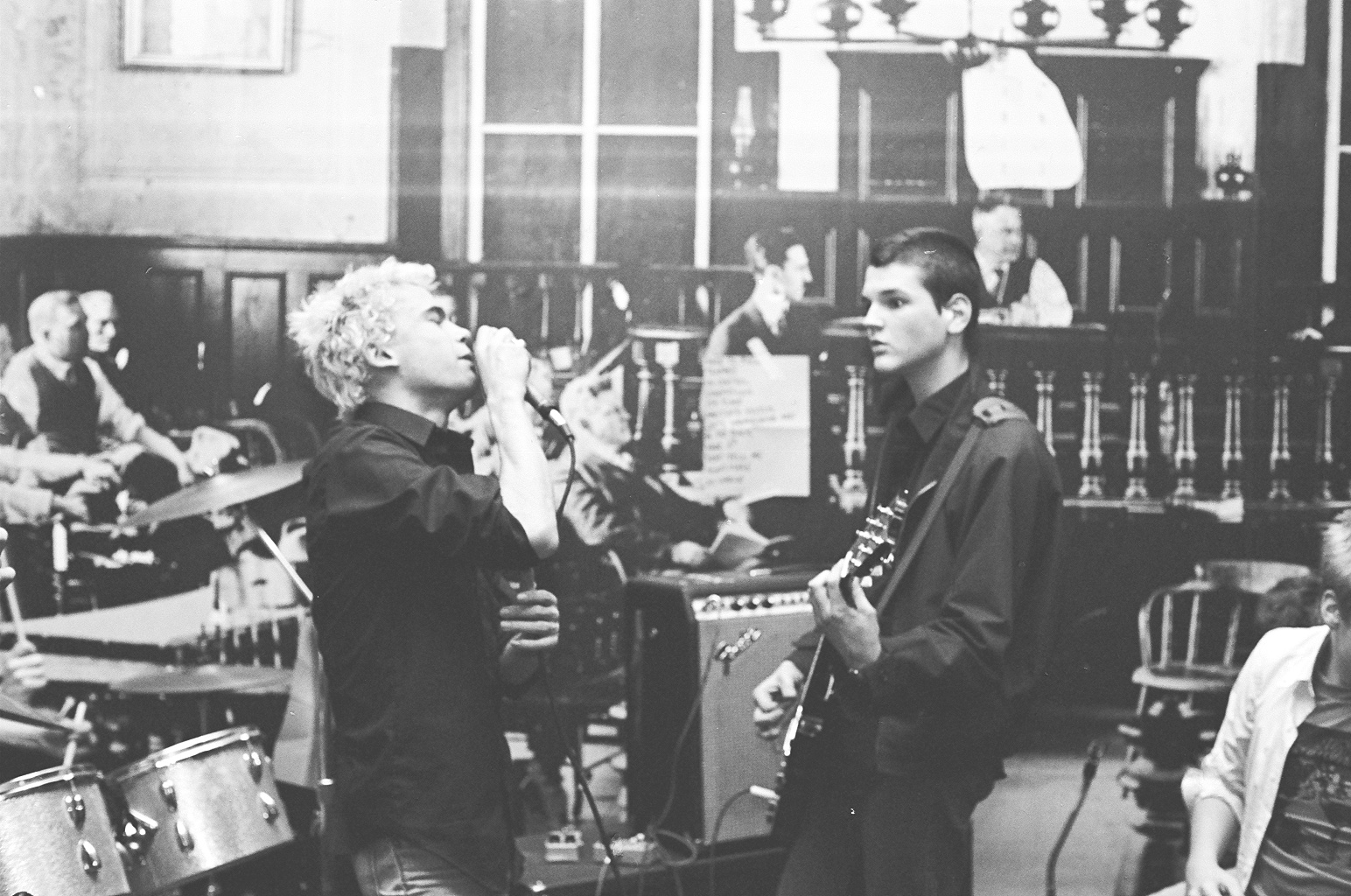
Хардкор-панк-группа The Faith в 1982 году. Брат Яна Маккея — Алек (слева) и Мичел Хэмптон
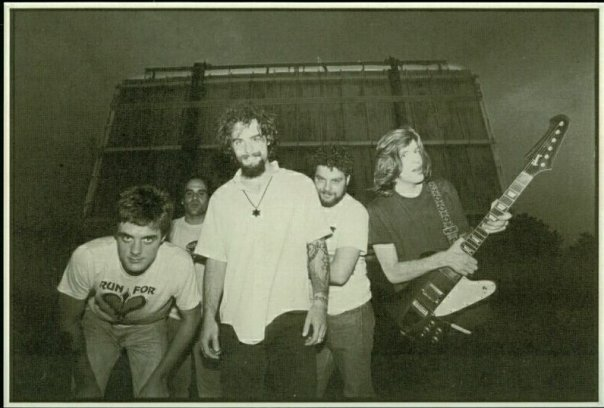
Группа Reptile House
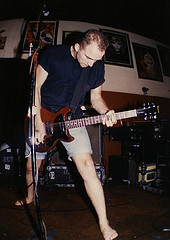
Вокалис и гитарист Jawbox — Джей Роббинс
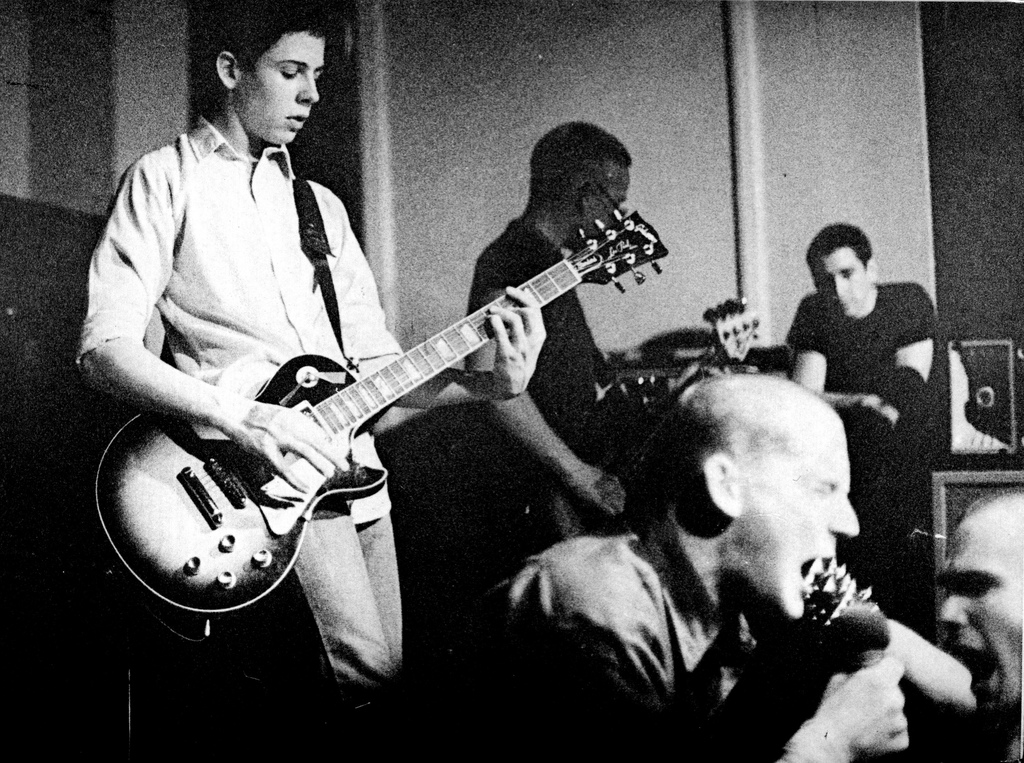
Выступление Minor Threat в мае 1981 года
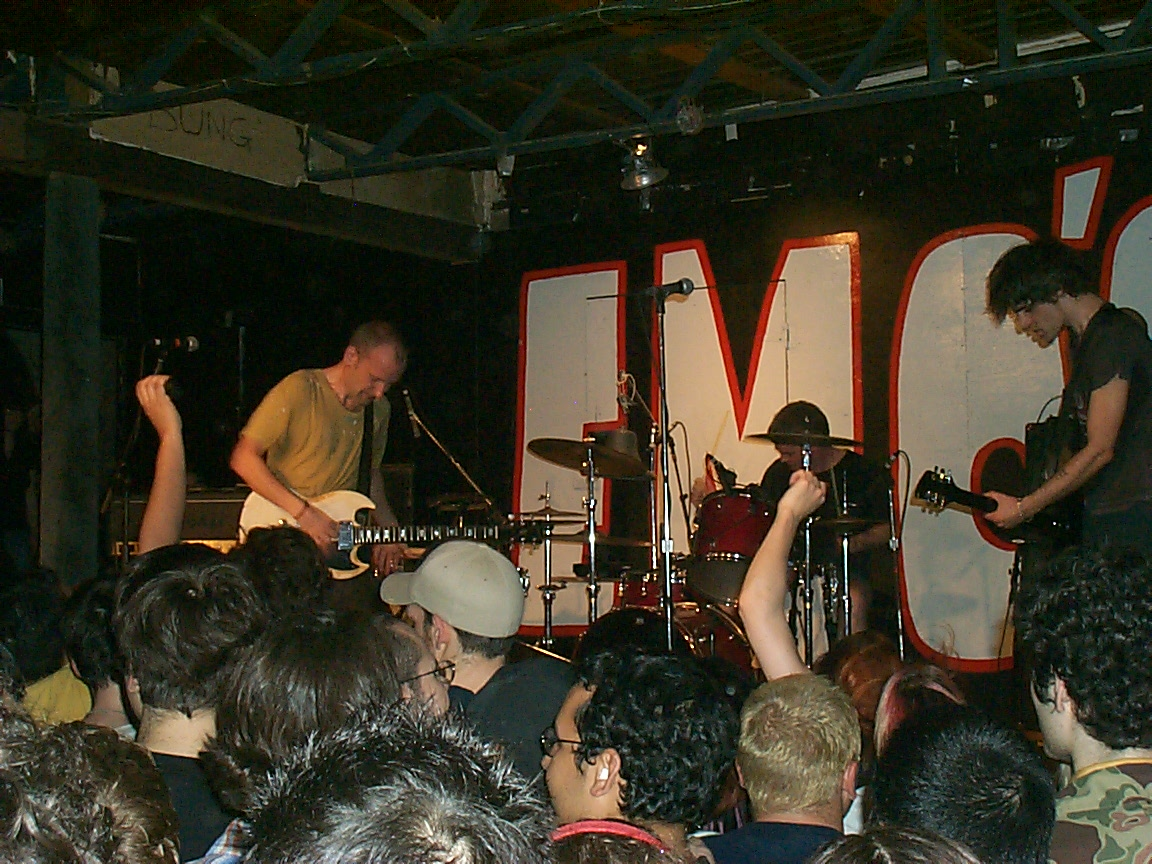
Выступление Fugazi в марте 2002 года
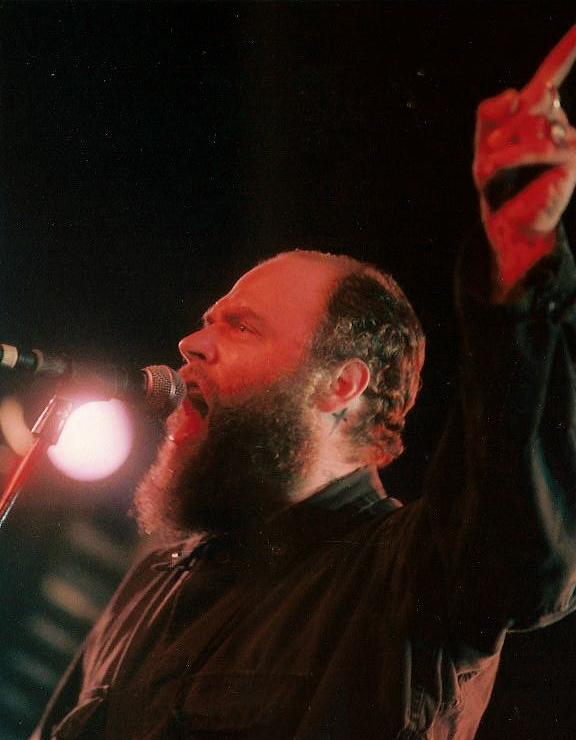
Вокалист Lungfish Дэниел Хиггс (февраль 2008 года)
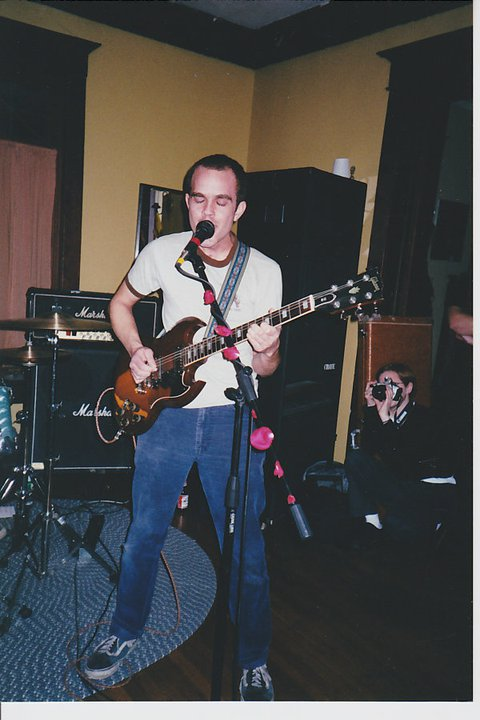
Вокалист и гитарист Faraquet Дэвид Окампо (2011)
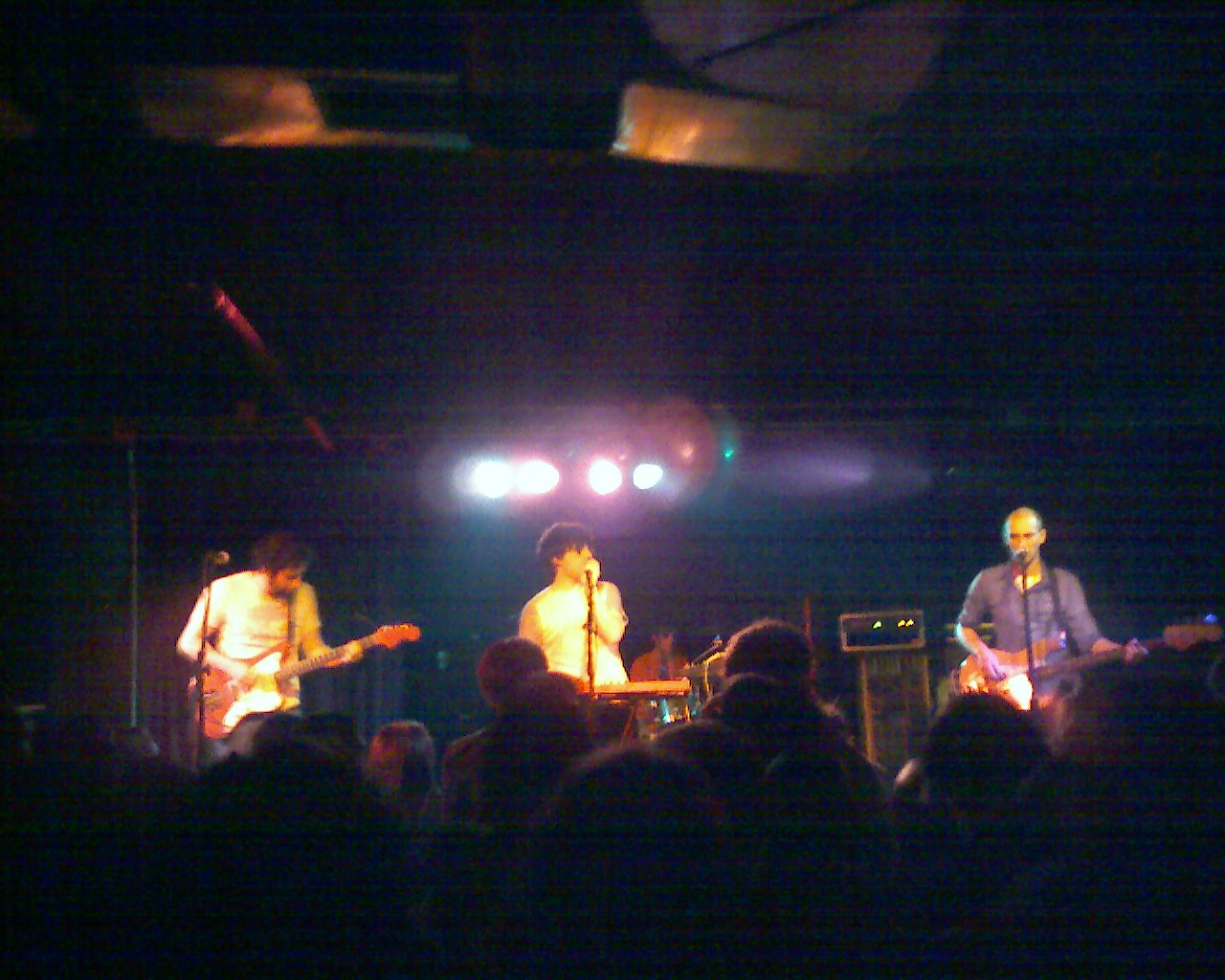
Поп-панк-группа Supersystem (январь 2006)
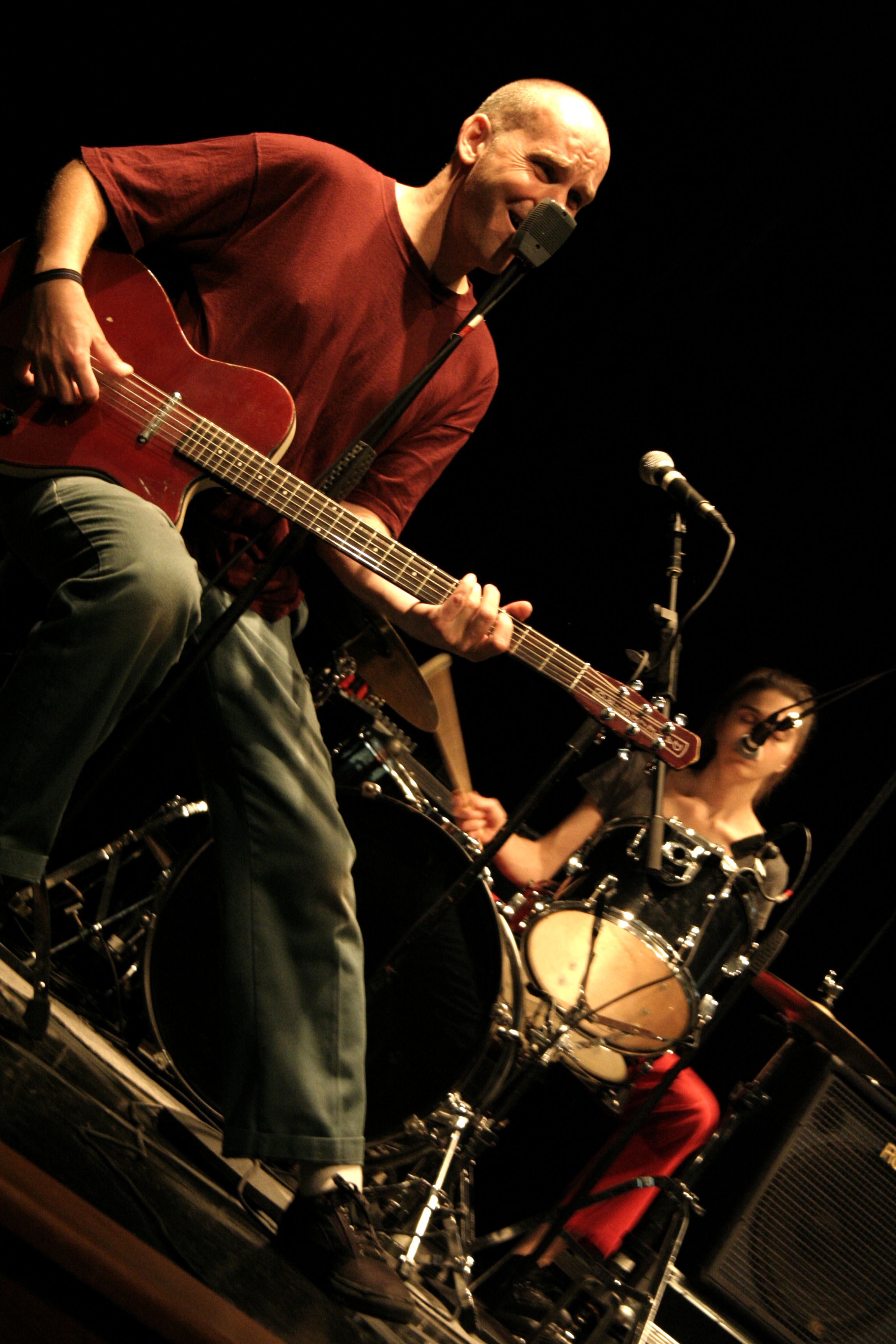
Инди-рок-группа The Evens (май 2007)
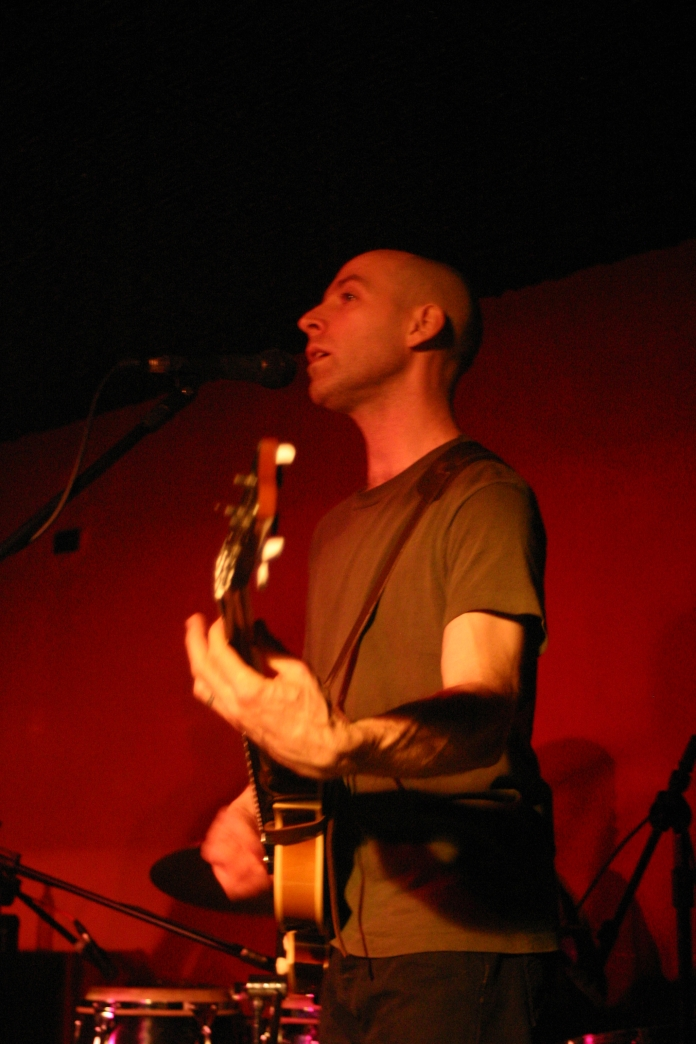
Джо Лэлли (февраль 2008)
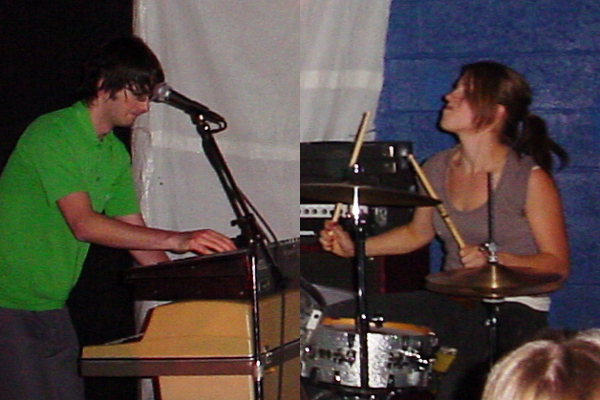
Инди-рок-группа The Aquarium: Лаура Харрис (справа) и Джейсон Хьютто (слева)
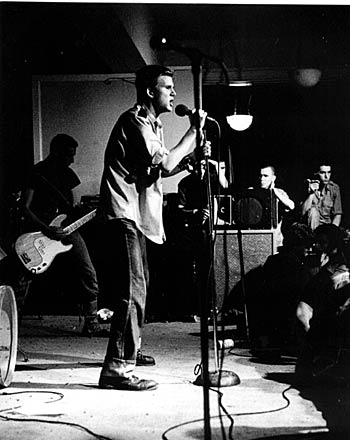
Выступление хардкор-панк-группы Government Issue в Вашингтоне в 1980 году. Брайан Грей (слева) и Джо Стабб (справа)